# Kobayashi Yasutaka
Yasutaka Kobayashi (sinh ngày 15 tháng 6 năm 1980) là một cầu thủ bóng đá người Nhật Bản.

## Sự nghiệp câu lạc bộ
Yasutaka Kobayashi đã từng chơi cho Kashima Antlers, Vegalta Sendai, Kawasaki Frontale, Mito HollyHock, Tokushima Vortis, Fagiano Okayama và Fukushima United FC.